# Silvio Bencini
Silvio Bencini (Poggibonsi, 17 aprile 1880 – Poggibonsi, 4 maggio 1926) è stato un pallonista italiano.

## Biografia
Bencini era celebre con il soprannome di Braccioni e fu un campione di classe raffinata inoltre era noto per il suo lussuoso e dispendioso stile di vita: vestiva sempre elegantemente alla moda e corteggiava belle donne con favolosi regali. Si distinse nel ruolo di battitore ma la sua prestanza fisica e la sua tecnica di gioco gli permisero di sostenere tutti i ruoli. Debuttò tra i professionisti quando aveva poco più di 20 anni e presto dimostrò di essere un campione. Nel 1903 fu ingaggiato da una squadra di Firenze e qui durante una partita batteva talmente male che il pubblico iniziò a inveire contro di lui sospettando un accordo tra giocatori per speculare sulle scommesse al totalizzatore quindi Bencini perse quella gara e riuscì a lasciare lo sferisterio illeso solo perché fu protetto dalle guardie di città. Fu poi ingaggiato da squadre di Torino, Forlì, Milano e Siena.